# جان پوپ
جان پوپ (به انگلیسی: John Pope) سناتور سابق عضو حزب دموکرات-جمهوری‌خواه بود. وی در سال ۱۸۰۷ تا ۱۸۱۳ میلادی سناتور ایالت کنتاکی در سنای ایالات متحده آمریکا بود.